# Clasificaciones de la nieve

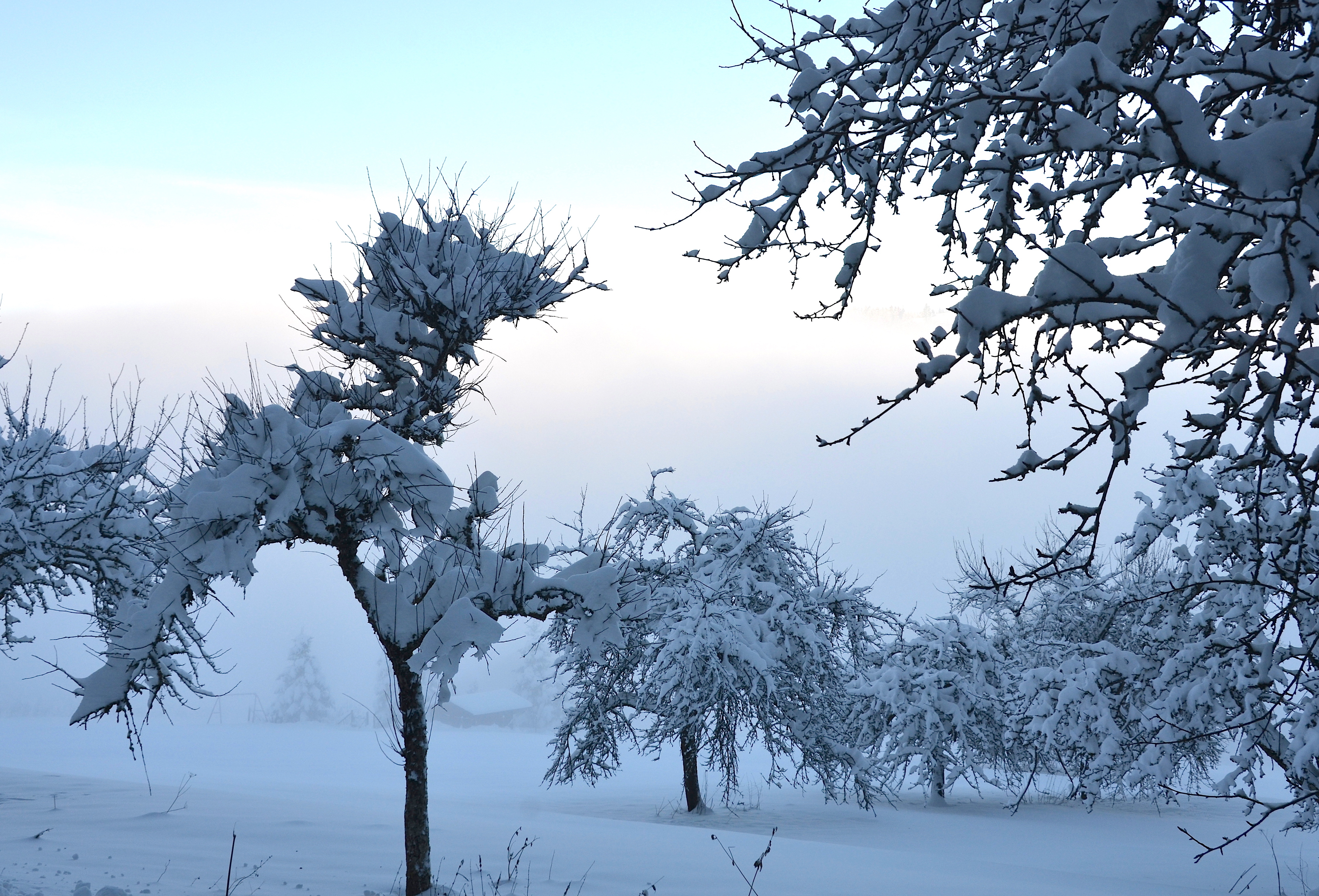
Nieve acumulada en el suelo y en las ramas de los árboles en Alemania

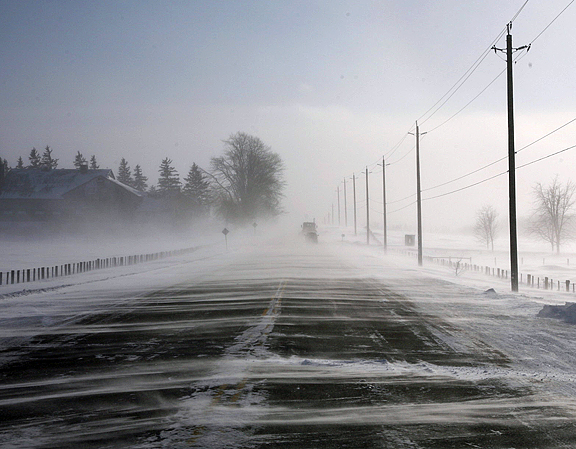
Nieve soplando a través de una carretera en Canadá

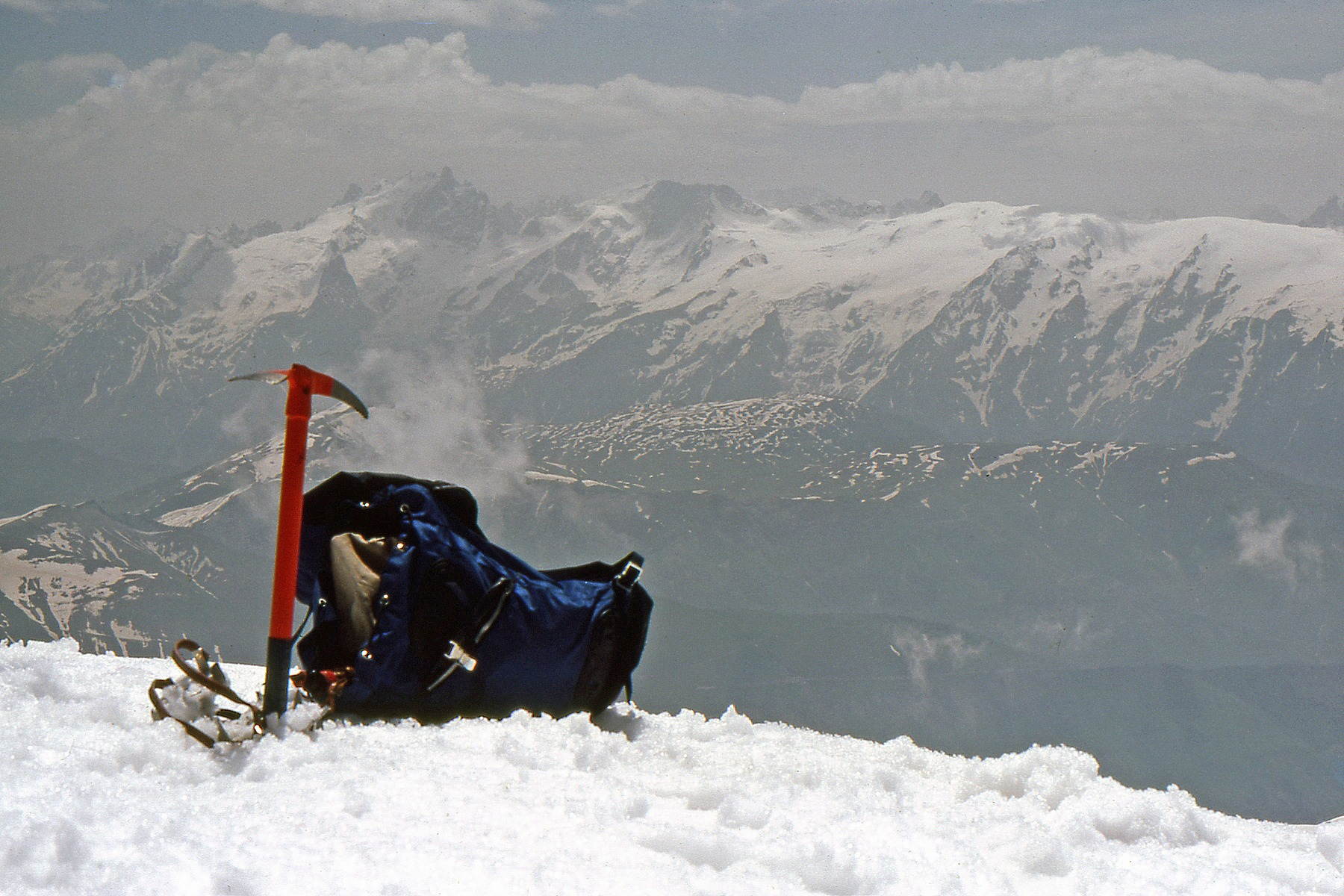
Nieve primaveral en una montaña en Francia

Las clasificaciones de nieve describen y categorizan los atributos de los eventos climáticos que generan nieve, incluidos los cristales individuales, tanto en el aire o en el suelo, y el paquete de nieve depositado a medida que cambia con el tiempo. La nieve se puede clasificar describiendo el fenómeno meteorológico que la produce, la forma de sus cristales o copos de hielo, cómo se acumula en el suelo y, posteriormente, cómo cambia de forma y composición. Dependiendo del estado de la nieve en el aire o en el suelo, se aplica una clasificación diferente.
Las nevadas surgen de diferentes eventos que varían en intensidad y causa, sujetos a clasificación por parte de las oficinas meteorológicas. Algunas tormentas de nieve son parte de un patrón climático más amplio. Otras nevadas se producen por efecto lacustre o inestabilidad atmosférica cerca de las montañas. La nieve que cae adopta muchas formas diferentes, dependiendo de las condiciones atmosféricas, especialmente el contenido de vapor y la temperatura, a medida que cae al suelo. Una vez en el suelo, los cristales de nieve se metamorfosean en diferentes formas, influenciados por el viento, el descongelamiento del hielo  y la sublimación. La nieve en el suelo adopta una variedad de formas, formadas por el viento y los procesos térmicos, todas ellas sujetas a clasificaciones formales tanto por parte de los científicos como de las estaciones de esquí. Aquellos que trabajan y juegan en paisajes nevados también tienen clasificaciones informales.
Existe una larga historia de culturas del norte y de los alpes que describen la nieve en sus diferentes idiomas, incluidos el iñupiat, el ruso y el finlandés.  Sin embargo, la tradición sobre la multiplicidad de palabras esquimales para la nieve tiene su origen en estudios controvertidos que supuestamente alaban la teoría de Sapir-Whorf. 